# كيفن بنسون
كيفن بنسون (بالإنجليزية: Kevin Benson)‏ هو مذيع طقس أمريكي، ولد في 1959 في بروكواي في الولايات المتحدة.